# Macaco (revista)
Macaco fue una revista infantil publicada entre 1928 y 1930 por la editorial madrileña Rivadeneyra. Con un formato variable, presentaba historietas de diversos guionistas y dibujantes, alcanzando una tirada semanal de 20.000 ejemplares con alrededor de 144 números a un precio de 25 céntimos. K-Hito era su director y Enrique Abellán (Madrid, 1891-1975), su redactor-jefe.

## Trayectoria
"Macaco" fue lanzada el 29 de enero de 1928 por Luis Montiel, propietario por esta época de Rivadeneyra, la cual editaba hasta entonces las revistas para adultos "Gutiérrez", "Pantall" y "Estampa".
Tras su cierre en 1930, tuvo una continuación en "Macaquete".

## Contenido
Con un formato similar al de la también madrileña "Pinocho", presentaba cuentos, chistes, recortables, secciones cinematográficas y sobre todo historietas. Entre los autores de estas últimas, destacaban Antoniorrobles, Bluff, Luis Dubón, Miguel Mihura (Las aventuras de Don Renacuajo) y Tono.

## Valoración
Según Antonio Martín, y al igual que su precursora "Pinocho", tenía una calidad (y un precio) superior a la media de los tebeos editados en Barcelona, citándose en ella los mejores dibujantes y humoristas que estaban radicados por entonces en Madrid. Carecía, sin embargo, del suficiente tirón popular.